# Mastigias gracilis
Mastigias gracilis är en manetart som först beskrevs av Ernst Vanhöffen 1888.  Mastigias gracilis ingår i släktet Mastigias och familjen Mastigiidae.
Artens utbredningsområde är Röda havet. Inga underarter finns listade i Catalogue of Life.